# Памятник 50-летнего юбилея Псекупских минеральных вод
Памятник 50-летнего юбилея Псекупских минеральных вод — обелиск, посвящённый 50-летию Псекупских минеральных вод и Войсковой больницы.
Единственный в мире монумент в честь целебной «живой» воды, сооружённый в 1914 году у подножия Абадзехской горы. Объект культурного наследия России.

## История
Представлял собой конусовидный обелиск с установленным на вершине двуглавым орлом — гербом Российской Империи. На четырёх плоскостях памятника были установлены именные доски, на которых были названия казачьих частей, участвовавших в Кавказской войне (по другой версии — фамилии основателей города). Постепенно патриотические атрибуты были забыты, и обелиск все чаще стал восприниматься как дань уважения к Псекупским минеральным водам, которые помогли вернуть здоровье и бодрость духа миллионам людей за годы истории курорта.
В 2007 году памятник был реставрирован, его вновь увенчал двуглавый орёл; именные доски были заменены, и на новых памятных досках находятся имена всех, причастных к основанию Горячего Ключа и созданию курорта.

Памятные доски на обелиске
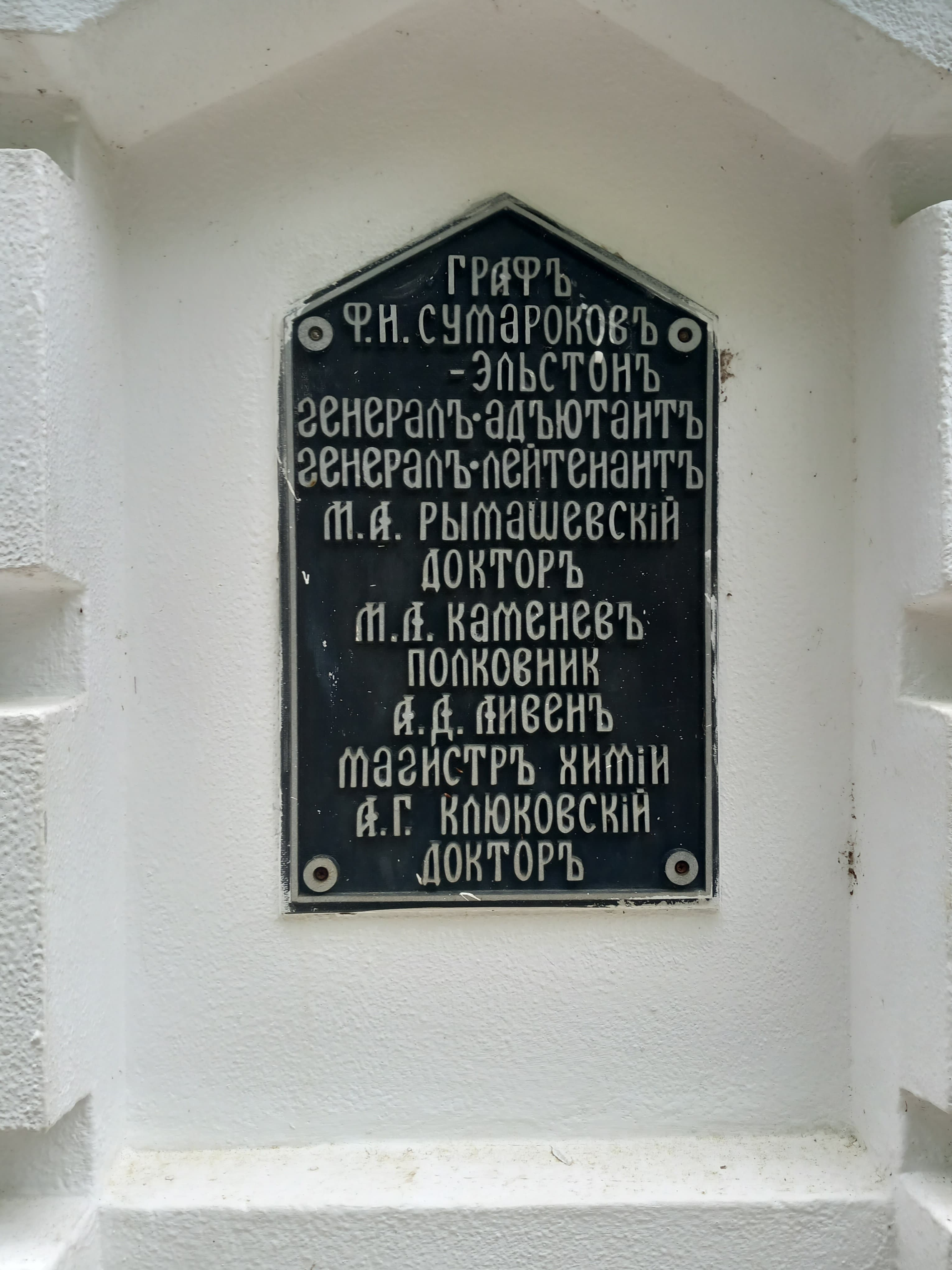
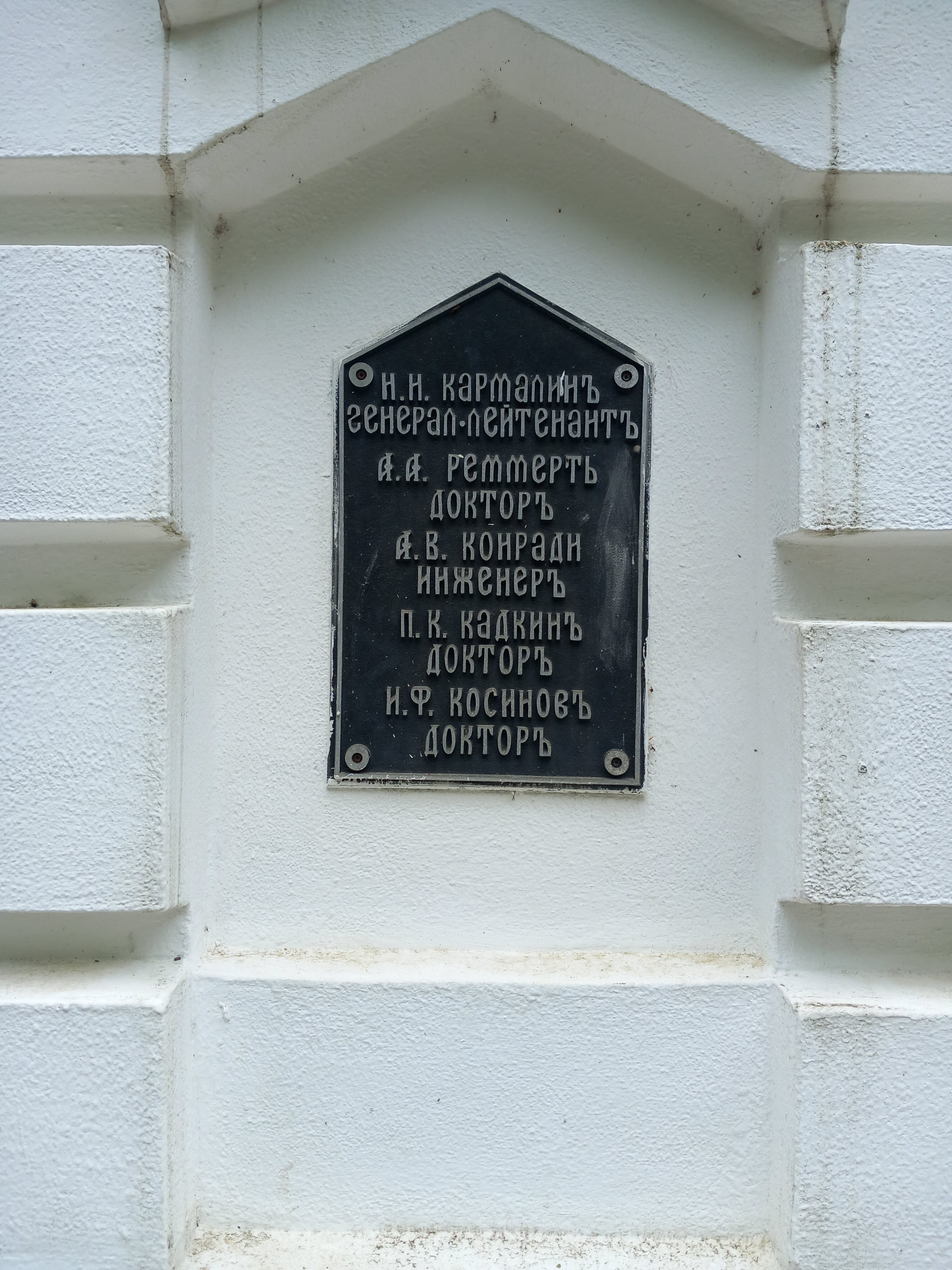
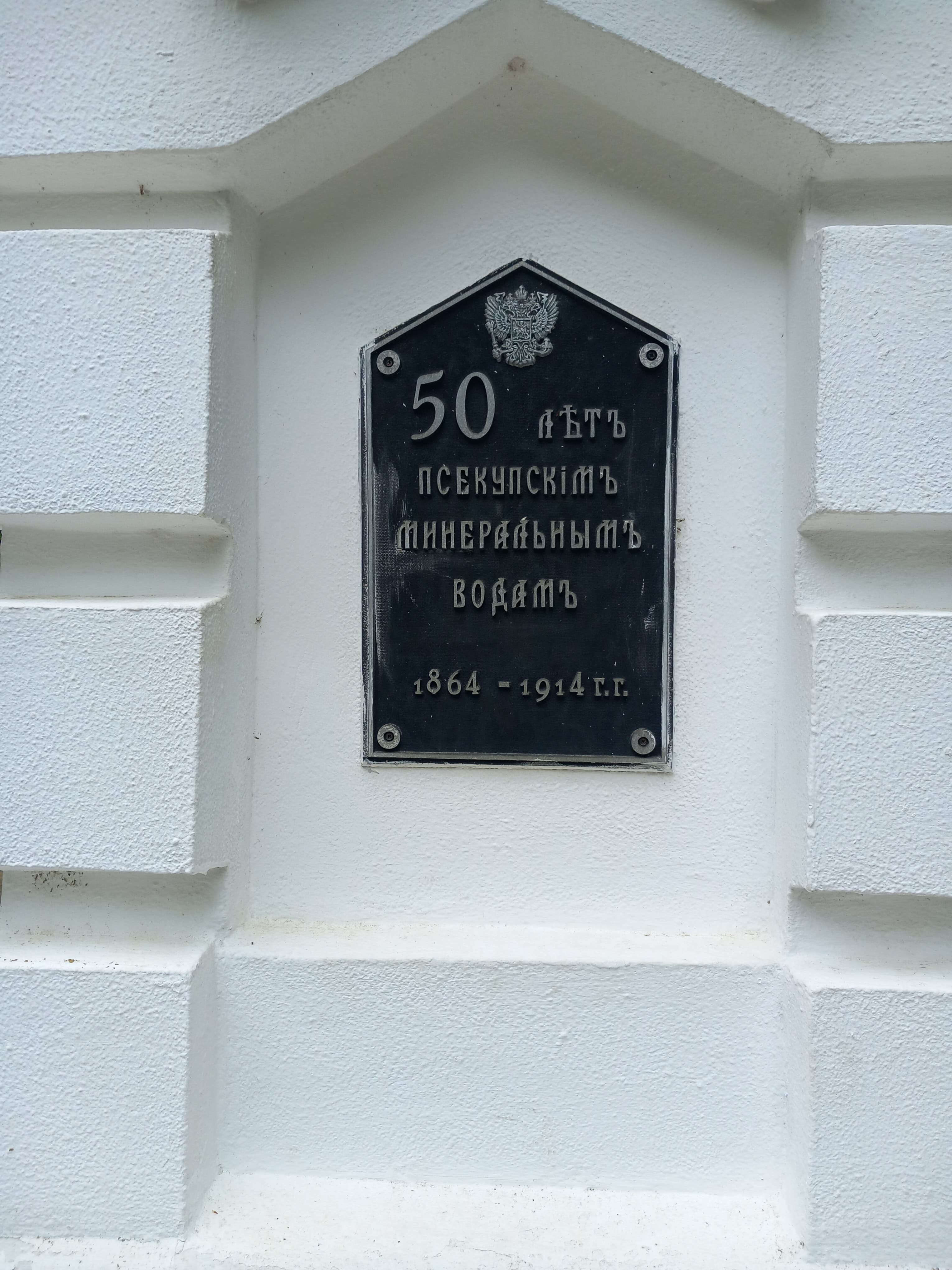
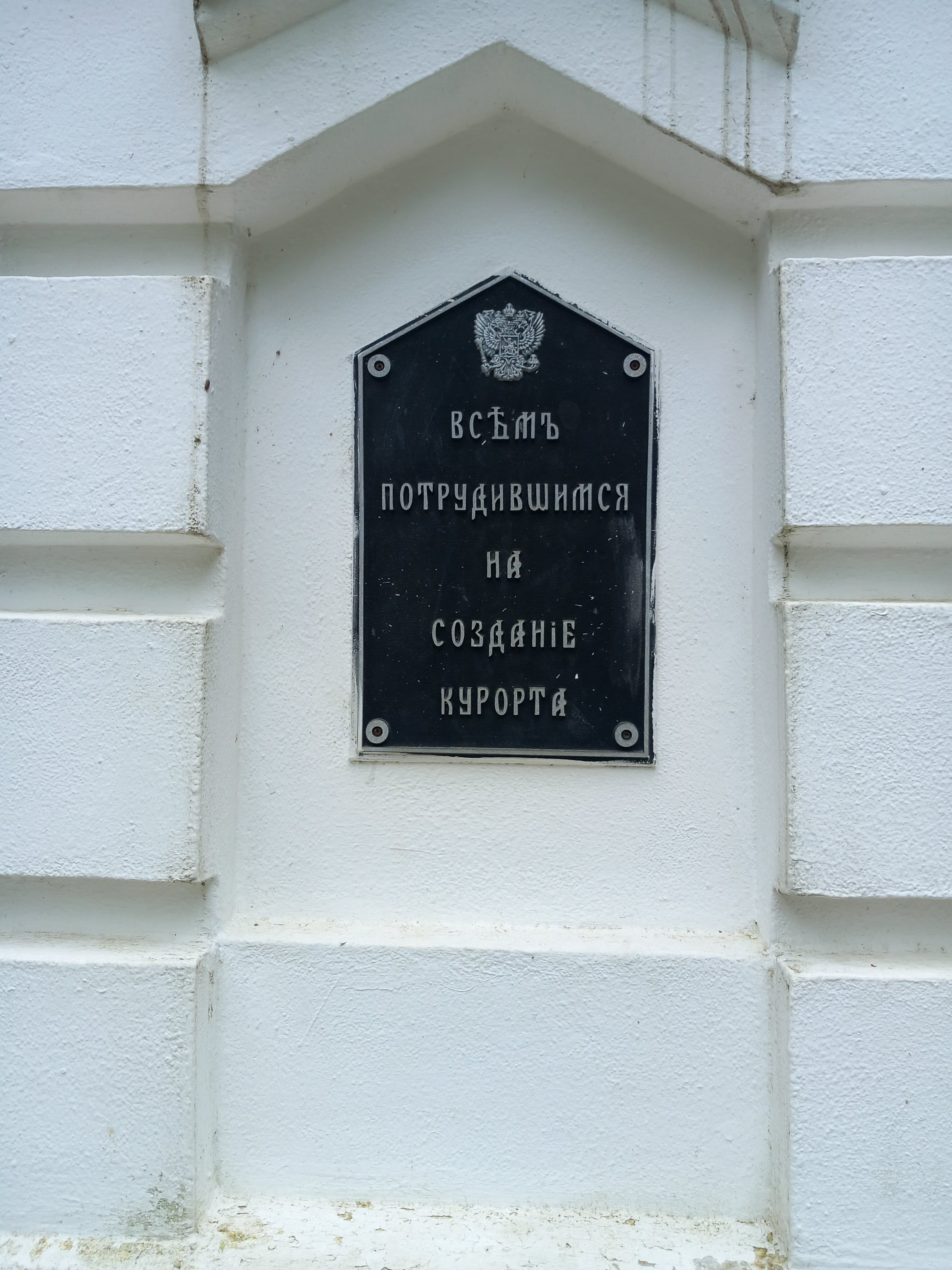

На именных памятных досках указаны: граф Ф. Н. Сумароков-Эльстон, доктор М. А. Рымашевский, полковник М. Л. Каменев, магистр химии А. Д. Ливен, доктор А. Г. Клюковский, генерал-лейтенант Н. Н. Кармалин, доктор А. А. Реммерт, инженер А. В. Конради, доктор П. К. Кадкин, доктор И. Ф. Косинов.